# Tournoi d'ouverture du championnat d'Haïti de football 2002
Navigation
Saison précédente Saison suivante
Le tournoi d’ouverture de la saison 2002 du Championnat d'Haïti de football est le premier tournoi saisonnier de la treizième édition de la première division à Haïti. Les seize meilleures équipes du pays sont regroupées au sein d’une poule unique où elles s’affrontent une seule fois. Il n’y a pas de relégation à l’issue du tournoi.
C'est le Roulado FC qui remporte la compétition après avoir terminé en tête du classement final, avec sept points d'avance sur Aigle Noir AC et huit sur Don Bosco FC. C'est le tout premier titre de champion d'Haïti de l'histoire du club.

## Les clubs participants
| - Violette AC - Carioca Port-au-Prince - AS Cavaly - FICA - AS Capoise - Don Bosco FC - Roulado FC - Valencia Léogâne | - Baltimore SC - Racing Gonaïves - Aigle Noir AC - Tempête FC - Excelsior Port-au-Prince - Promu de Division 2 - Racing Club Haïtien - Triomphe AC - Promu de Division 2 - Zénith Cap-Haïtien |

## Compétition
Le barème de points servant à établir le classement se décompose ainsi :
- Victoire : 3 points
- Match nul : 1 point
- Défaite : 0 point

### Classement
| Rang | Équipe                    | Pts | J  | G  | N | P  | Bp | Bc | Diff |
| ---- | ------------------------- | --- | -- | -- | - | -- | -- | -- | ---- |
| 1    | Roulado FC                | 33  | 14 | 10 | 3 | 1  | 18 | 3  | +15  |
| 2    | Aigle Noir AC             | 26  | 14 | 7  | 5 | 2  | 18 | 7  | +11  |
| 3    | Don Bosco FC              | 25  | 14 | 6  | 7 | 1  | 15 | 7  | +8   |
| 4    | Baltimore SC              | 24  | 14 | 7  | 3 | 4  | 15 | 8  | +7   |
| 5    | Racing Club Haïtien       | 23  | 14 | 6  | 5 | 3  | 19 | 9  | +10  |
| 6    | Racing Gonaïves           | 23  | 14 | 6  | 5 | 3  | 12 | 9  | +3   |
| 7    | Violette AC               | 21  | 14 | 5  | 6 | 3  | 13 | 8  | +5   |
| 8    | AS Capoise                | 20  | 14 | 4  | 8 | 2  | 10 | 9  | +1   |
| 9    | Carioca Port-au-Prince    | 18  | 14 | 5  | 3 | 6  | 22 | 19 | +3   |
| 10   | AS Cavaly                 | 17  | 14 | 4  | 5 | 5  | 9  | 10 | -1   |
| 11   | Triomphe ACP              | 17  | 14 | 5  | 2 | 7  | 13 | 25 | -12  |
| 12   | Zénith Cap-Haïtien        | 15  | 14 | 3  | 6 | 5  | 10 | 12 | -2   |
| 13   | Valencia Léogâne          | 15  | 14 | 3  | 6 | 5  | 5  | 7  | -2   |
| 14   | Tempête FC                | 11  | 14 | 3  | 2 | 9  | 9  | 23 | -14  |
| 15   | FICAT                     | 10  | 14 | 2  | 4 | 8  | 4  | 17 | -13  |
| 16   | Excelsior Port-au-PrinceP | 2   | 14 | 0  | 2 | 12 | 3  | 22 | -19  |

|  | Vainqueur du tournoi Ouverture              |
|  | T : Tenant du titre P : Promu de Division 2 |

- Les résultats de la 15e journée ne sont pas connus.

## Bilan de la saison
| Championnat d'Haïti de football 2002 |                        |
| Champion                             | Roulado FC (1er titre) |
| Qualifications continentales         |                        |
| CFU Club Championship 2003           | Aucun                  |
| Promotions et relégations            |                        |
| Promus en Division 1                 | Aucun                  |
| Relégués en Division 2               | Aucun                  |